# Función sublineal
En álgebra lineal, una función sublineal (o funcional, como se usa más a menudo en análisis funcional), también llamada cuasi-seminorma o funcional de Banach, en un espacio vectorial {\displaystyle X} es una función con valor real con solo algunas de las propiedades de una seminorma. A diferencia de las seminormas, una función sublineal no tiene que tener un valor con signo, y tampoco tiene por qué ser homogénea. Las seminormas son en sí mismas abstracciones de la noción más conocida de norma, donde una seminorma tiene todas las propiedades definitorias de una norma, excepto que no es necesario asignar vectores distintos de cero a valores distintos de cero.
En análisis funcional a veces se utiliza el nombre de funcional de Banach, lo que refleja que se utiliza con mayor frecuencia cuando se aplica la formulación general del teorema de Hahn–Banach.
La noción de función sublineal fue introducida por Stefan Banach cuando demostró su versión del teorema de Hahn–Banach.
También se emplea una noción diferente en ciencias de la computación (que se describe más adelante), que también se conoce con el nombre de "función sublineal".

## Definiciones
Sea {\displaystyle X} un espacio vectorial sobre un cuerpo {\displaystyle \mathbb {K} ,} donde {\displaystyle \mathbb {K} } es el conjunto de los números reales {\displaystyle \mathbb {R} } o el conjunto de los números complejos {\displaystyle \mathbb {C} .}
Una función de valor real {\displaystyle p:X\to \mathbb {R} } en {\displaystyle X} se llama función sublineal (o funcional si es {\displaystyle \mathbb {K} =\mathbb {R} }), y a veces también se llama casi seminorma  o funcional de Banach, si tiene estas dos propiedades:
1. Homogeneidad positiva'/Homogeneidad no negativa:[2] {\displaystyle p(rx)=rp(x)} para todos los {\displaystyle r\geq 0} reales y todos los {\displaystyle x\in X.}
  - Esta condición se cumple si y solo si {\displaystyle p(rx)\leq rp(x)} para todo {\displaystyle r>0} real positivo y todo {\displaystyle x\in X.}
2. Subaditividad/Desigualdad triangular:[2] {\displaystyle p(x+y)\leq p(x)+p(y)} para todos los {\displaystyle x,y\in X.}
  - Esta condición de subaditividad requiere que {\displaystyle p} tenga un valor real.

Una función {\displaystyle p:X\to \mathbb {R} } se llama positiva o no negativa si {\displaystyle p(x)\geq 0} para todos los {\displaystyle x\in X}, aunque algunos autores definen positivo en el sentido de que {\displaystyle p(x)\neq 0} siempre que {\displaystyle x\neq 0}. Estas definiciones no son equivalentes.
Es una función simétrica si {\displaystyle p(-x)=p(x)} para todos los {\displaystyle x\in X.}
Toda función simétrica subaditiva es necesariamente no negativa.
Una función sublineal en un espacio vectorial real es simétrica si y solo si es una seminorma.
Una función sublineal en un espacio vectorial real o complejo es una seminorma si y solo si es equilibrada o, de manera equivalente, si y solo si {\displaystyle p(ux)\leq p(x)} para cada escalar de longitud unidad {\displaystyle u} (que satisface {\displaystyle |u|=1}) y cada {\displaystyle x\in X.}
El conjunto de todas las funciones sublineales en {\displaystyle X,} denotado por {\displaystyle X^{\#},} puede ser parcialmente ordenado declarando que {\displaystyle p\leq q} si y solo si {\displaystyle p(x)\leq q(x)} para todo {\displaystyle x\in X.}
Una función sublineal se llama mínima si es un elemento mínimo de {\displaystyle X^{\#}} bajo este orden.
Una función sublineal es mínima si y solo si es una funcional lineal real.

## Ejemplos y condiciones suficientes
Cada norma, seminorma y funcional lineal real es una función sublineal.
La función identidad {\displaystyle \mathbb {R} \to \mathbb {R} } en {\displaystyle X:=\mathbb {R} } es un ejemplo de función sublineal (de hecho, es incluso una funcional lineal) que no es ni positiva ni seminorma; lo mismo ocurre con la negación de esta aplicación {\displaystyle x\mapsto -x.}
De manera más general, para cualquier {\displaystyle a\leq b,} real, la aplicación
{\displaystyle {\begin{alignedat}{4}S_{a,b}:\;&&\mathbb {R} &&\;\to \;&\mathbb {R} \\[0.3ex]&&x&&\;\mapsto \;&{\begin{cases}ax&{\text{ si }}x\leq 0\\bx&{\text{ si }}x\geq 0\\\end{cases}}\\\end{alignedat}}}
es una función sublineal en {\displaystyle X:=\mathbb {R} } y además, toda función sublineal {\displaystyle p:\mathbb {R} \to \mathbb {R} } tiene esta forma. Específicamente, si {\displaystyle a:=-p(-1)} y {\displaystyle b:=p(1)}, entonces {\displaystyle a\leq b} y {\displaystyle p=S_{a,b}}.
Si {\displaystyle p} y {\displaystyle q} son funciones sublineales en un espacio vectorial real {\displaystyle X}, entonces también lo es la aplicación {\displaystyle x\mapsto \max\{p(x),q(x)\}}. Más generalmente, si {\displaystyle {\mathcal {P}}} es cualquier colección no vacía de funcionales sublineales en un espacio vectorial real {\displaystyle X}, y si para todo {\displaystyle x\in X}, {\displaystyle q(x):=\sup\{p(x):p\in {\mathcal {P}}\}}, entonces {\displaystyle q} es un funcional sublineal en {\displaystyle X.}
Una función {\displaystyle p:X\to \mathbb {R} } que es subaditiva, convexa y que satisface que {\displaystyle p(0)\leq 0}, también es positivamente homogénea (la última condición {\displaystyle p(0)\leq 0} es necesaria como muestra el ejemplo de {\displaystyle p(x):={\sqrt {x^{2}+1}}} en {\displaystyle X:=\mathbb {R} }). Si {\displaystyle p} es positivamente homogéneo, es convexo si y solo si es subaditivo. Por lo tanto, suponiendo que {\displaystyle p(0)\leq 0}, dos propiedades cualesquiera entre subaditividad, convexidad y homogeneidad positiva implican la tercera.

## Propiedades
Cada función sublineal es una función convexa: para {\displaystyle 0\leq t\leq 1,}
{\displaystyle {\begin{alignedat}{3}p(tx+(1-t)y)&\leq p(tx)+p((1-t)y)&&\quad {\text{ subaditividad }}\\&=tp(x)+(1-t)p(y)&&\quad {\text{ homogeneidad no negativa }}\\\end{alignedat}}}
Si {\displaystyle p:X\to \mathbb {R} } es una función sublineal en un espacio vectorial {\displaystyle X}, entonces
{\displaystyle p(0)~=~0~\leq ~p(x)+p(-x)}
para cada {\displaystyle x\in X}, lo que implica que al menos uno de los valores de {\displaystyle p(x)} y {\displaystyle p(-x)} debe ser no negativo, es decir, por cada {\displaystyle x\in X,}
{\displaystyle 0~\leq ~\max\{p(x),p(-x)\}.}
Además, cuando {\displaystyle p:X\to \mathbb {R} } es una función sublineal en un espacio vectorial real, entonces la aplicación {\displaystyle q:X\to \mathbb {R} } definida por {\displaystyle q(x)~{\stackrel {\scriptscriptstyle {\text{ def }}}{=}}~\max\{p(x),p(-x)\}} es una seminorma.
La subaditividad de {\displaystyle p:X\to \mathbb {R} } garantiza que para todos los vectores {\displaystyle x,y\in X,}
{\displaystyle p(x)-p(y)~\leq ~p(x-y),}
{\displaystyle -p(x)~\leq ~p(-x),}
entonces, si {\displaystyle p} también es simétrica, entonces la desigualdad triangular se mantendrá para todos los vectores {\displaystyle x,y\in X,}
{\displaystyle |p(x)-p(y)|~\leq ~p(x-y).}
Definir {\displaystyle \ker p~{\stackrel {\scriptscriptstyle {\text{ def }}}{=}}~p^{-1}(0),} y luego la subaditividad también garantiza que para todos los {\displaystyle x\in X,} el valor de {\displaystyle p} en el conjunto {\displaystyle x+(\ker p\cap -\ker p)=\{x+k:p(k)=0=p(-k)\}} sea constante e igual a {\displaystyle p(x)}.
En particular, si {\displaystyle \ker p=p^{-1}(0)} es un subespacio vectorial de {\displaystyle X}, entonces {\displaystyle -\ker p=\ker p} y la asignación {\displaystyle x+\ker p\mapsto p(x)}, que se denotará por {\displaystyle {\hat {p}}}, es una función sublineal de valor real bien definida en el espacio cociente {\displaystyle X\,/\,\ker p} que satisface {\displaystyle {\hat {p}}^{-1}(0)=\ker p}. Si {\displaystyle p} es una seminorma, entonces {\displaystyle {\hat {p}}} es solo la norma canónica habitual en el espacio cociente {\displaystyle X\,/\,\ker p}.
| Lema de sublinealidad de Pryce Supóngase que {\displaystyle p:X\to \mathbb {R} } es un funcional sublineal en un espacio vectorial {\displaystyle X} y que {\displaystyle K\subseteq X} es un subconjunto convexo no vacío. Si {\displaystyle x\in X} es un vector y {\displaystyle a,c>0} son números reales positivos tales que {\displaystyle p(x)+ac~<~\inf _{k\in K}p(x+ak)} entonces para cada {\displaystyle b>0} real positivo existe algún {\displaystyle \mathbf {z} \in K} tal que {\displaystyle p(x+a\mathbf {z} )+bc~<~\inf _{k\in K}p(x+a\mathbf {z} +bk).} |

Agregar {\displaystyle bc} a ambos lados de la hipótesis {\displaystyle p(x)+ac\,<\,\inf _{}p(x+aK)} (donde {\displaystyle p(x+aK)~{\stackrel {\scriptscriptstyle {\text{ def }}}{=}}~\{p(x+ak):k\in K\}}) y combinarlo con la conclusión genera el resultado siguiente:
{\displaystyle p(x)+ac+bc~<~\inf _{}p(x+aK)+bc~\leq ~p(x+a\mathbf {z} )+bc~<~\inf _{}p(x+a\mathbf {z} +bK)}
lo que produce muchas más desigualdades, incluyendo, por ejemplo,
{\displaystyle p(x)+ac+bc~<~p(x+a\mathbf {z} )+bc~<~p(x+a\mathbf {z} +b\mathbf {z} )}
en el que una expresión de un lado de una desigualdad estricta {\displaystyle \,<\,} se puede obtener del otro reemplazando el símbolo {\displaystyle c} por {\displaystyle \mathbf {z} } (o viceversa) y moviendo el paréntesis de cierre a la derecha (o izquierda) de un sumando adyacente (todos los demás símbolos permanecen fijos y sin cambios).

### Seminorma asociada
Si {\displaystyle p:X\to \mathbb {R} } es una función sublineal de valor real en un espacio vectorial real {\displaystyle X} (o si {\displaystyle X} es complejo, entonces, cuando se considera como un espacio vectorial real), se tiene que la aplicación {\displaystyle q(x)~{\stackrel {\scriptscriptstyle {\text{ def }}}{=}}~\max\{p(x),p(-x)\}} define una seminorma en el espacio vectorial real {\displaystyle X} llamada seminorma asociada con {\displaystyle p}.
Una función sublineal {\displaystyle p} en un espacio vectorial real o complejo es función simétrica si y solo si {\displaystyle p=q} donde {\displaystyle q(x)~{\stackrel {\scriptscriptstyle {\text{ def }}}{=}}~\max\{p(x),p(-x)\}} como antes.
De manera más general, si {\displaystyle p:X\to \mathbb {R} } es una función sublineal de valor real en un espacio vectorial (real o complejo) {\displaystyle X}, entonces
{\displaystyle q(x)~{\stackrel {\scriptscriptstyle {\text{ def }}}{=}}~\sup _{|u|=1}p(ux)~=~\sup\{p(ux):u{\text{ es un escalar unitario }}\}}
definirá una seminorma en {\displaystyle X} si este supremo es siempre un número real (es decir, nunca igual a {\displaystyle \infty }).

### Relación con funcionales lineales
Si {\displaystyle p} es una función sublineal en un espacio vectorial real {\displaystyle X}, entonces los siguientes enunciados son equivalentes:
1. {\displaystyle p} es un funcional lineal.
2. por cada {\displaystyle x\in X,} {\displaystyle p(x)+p(-x)\leq 0.}
3. por cada {\displaystyle x\in X,} {\displaystyle p(x)+p(-x)=0.}
4. {\displaystyle p} es una función sublineal mínima.

Si {\displaystyle p} es una función sublineal en un espacio vectorial real {\displaystyle X}, entonces existe una función lineal {\displaystyle f} en {\displaystyle X} tal que {\displaystyle f\leq p.}
Si {\displaystyle X} es un espacio vectorial real, {\displaystyle f} es una funcional lineal en {\displaystyle X,} y {\displaystyle p} es una función sublineal positiva en {\displaystyle X,} entonces {\displaystyle f\leq p} en {\displaystyle X} si y solo si {\displaystyle f^{-1}(1)\cap \{x\in X:p(x)<1\}=\varnothing .}

#### Dominación de un funcional lineal
Una función de valor real {\displaystyle f} definida en un subconjunto de un espacio vectorial real o complejo {\displaystyle X} se dice que es dominada por una función sublineal {\displaystyle p} si {\displaystyle f(x)\leq p(x)} para cada {\displaystyle x} que pertenece al dominio de {\displaystyle f.}
Si {\displaystyle f:X\to \mathbb {R} } es un funcional lineal real en {\displaystyle X}, entonces {\displaystyle f} está dominado por {\displaystyle p} (es decir, {\displaystyle f\leq p}) si y solo si {\displaystyle -p(-x)\leq f(x)\leq p(x)\quad {\text{ para cada }}x\in X.}
Además, si {\displaystyle p} es una seminorma o alguna otra aplicación simétrica (que por definición, significa que {\displaystyle p(-x)=p(x)} es válido para todos los {\displaystyle x}), entonces {\displaystyle f\leq p} si y solo si {\displaystyle |f|\leq p}.
| Teorema Si {\displaystyle p:X\to \mathbb {R} } es una función sublineal en un espacio vectorial real {\displaystyle X} y si {\displaystyle z\in X}, entonces existe una funcional lineal {\displaystyle f} en {\displaystyle X} que está dominada por {\displaystyle p} (es decir, {\displaystyle f\leq p}) y satisface que {\displaystyle f(z)=p(z).} Además, si {\displaystyle X} es un espacio vectorial topológico y {\displaystyle p} es continua en el origen, entonces {\displaystyle f} es continua. |

### Continuidad
| Teorema Supóngase que {\displaystyle f:X\to \mathbb {R} } es una función subaditiva (es decir, {\displaystyle f(x+y)\leq f(x)+f(y)} para todo {\displaystyle x,y\in X}). Entonces, {\displaystyle f} es continua en el origen si y solo si {\displaystyle f} es uniformemente continua en {\displaystyle X.} Si {\displaystyle f} satisface {\displaystyle f(0)=0}, entonces {\displaystyle f} es continua si y solo si su valor absoluto {\displaystyle \|f\|:X\to [0,\infty )} es continuo. Si {\displaystyle f} es no negativa, entonces {\displaystyle f} es continua si y solo si {\displaystyle \{x\in X:f(x)<1\}} es abierta en {\displaystyle X}. |

Supóngase ahora que {\displaystyle X} es un espacio vectorial topológico (EVT) sobre los números reales o los números complejos y {\displaystyle p} es una función sublineal sobre {\displaystyle X}.
Entonces, los siguientes enunciados son equivalentes:
1. {\displaystyle p} es continua.
2. {\displaystyle p} es continua en 0.
3. {\displaystyle p} es uniformemente continua en {\displaystyle X}.

y si {\displaystyle p} es positiva, entonces esta lista puede ampliarse para incluir:
1. {\displaystyle \{x\in X:p(x)<1\}} está abierto en {\displaystyle X.}

Si {\displaystyle X} es un EVT real, {\displaystyle f} es una función lineal en {\displaystyle X,} y {\displaystyle p} es una función sublineal continua en {\displaystyle X,} entonces {\displaystyle f\leq p} en {\displaystyle X} implica que {\displaystyle f} es continua.

### Relación con funciones de Minkowski y conjuntos convexos abiertos
| Teorema Si {\displaystyle U} es una vecindad abierta convexa del origen en un espacio vectorial topológico {\displaystyle X}, entonces el funcional de Minkowski de {\displaystyle U,} {\displaystyle p_{U}:X\to [0,\infty ),} es una función sublineal continua no negativa en {\displaystyle X} tal que {\displaystyle U=\left\{x\in X:p_{U}(x)<1\right\}}. Además, si {\displaystyle U} es un conjunto equilibrado, entonces {\displaystyle p_{U}} es una seminorma en {\displaystyle X.} |

#### Relación con conjuntos convexos abiertos
| Teorema Supóngase que {\displaystyle X} es un espacio vectorial topológico (no necesariamente localmente convexo o de Hausdorff) sobre los números reales o complejos. Entonces, los subconjuntos convexos abiertos de {\displaystyle X} son exactamente aquellos que tienen la forma {\displaystyle z+\{x\in X:p(x)<1\}=\{x\in X:p(x-z)<1\}} para algún {\displaystyle z\in X} y alguna función sublineal continua positiva {\displaystyle p} en {\displaystyle X.} |

| Demostración |
| Sea {\displaystyle V} un subconjunto convexo abierto de {\displaystyle X.} Si {\displaystyle 0\in V}, entonces hacer que {\displaystyle z:=0} y, en caso contrario, considérese que {\displaystyle z\in V} sea arbitrario. Sea {\displaystyle p:X\to [0,\infty )} el funcional de Minkowski de {\displaystyle V-z}, que es una función sublineal continua en {\displaystyle X}, ya que {\displaystyle V-z} es convexo, absorbente y abierto (aunque {\displaystyle p} no es necesariamente una seminorma, ya que no se supuso que {\displaystyle V} fuera equilibrado). De {\displaystyle X=X-z,} se deduce que {\displaystyle z+\{x\in X:p(x)<1\}=\{x\in X:p(x-z)<1\}.} Comprobando que {\displaystyle V=z+\{x\in X:p(x)<1\}} se completa la demostración. Una de las propiedades de los funcionales de Minkowski conocidas garantiza que {\textstyle \{x\in X:p(x)<1\}=(0,1)(V-z),} donde {\displaystyle (0,1)(V-z)\;{\stackrel {\scriptscriptstyle {\text{ def }}}{=}};{tx:0<t<1,xV-z}=V-z} ya que {\displaystyle V-z} es convexo y contiene el origen. Por lo tanto, {\displaystyle V-z=\{x\in X:p(x)<1\},} tal como se buscaba. {\displaystyle \blacksquare } |

## Operadores
El concepto puede extenderse a operadores homogéneos y subaditivos.
Esto requiere solo que el codominio sea, póngase por caso, un espacio vectorial ordenado para que las condiciones tengan sentido.

## Definición en informática
En ciencias de la computación, una función {\displaystyle f:\mathbb {Z} ^{+}\to \mathbb {R} } se llama sublineal si {\displaystyle \lim _{n\to \infty }{\frac {f(n)}{n}}=0,} o {\displaystyle f(n)\in o(n)} en notación asintótica (obsérvese el pequeño símbolo {\displaystyle o}).
Formalmente, {\displaystyle f(n)\in o(n)} si y solo si, para cualquier {\displaystyle c>0,} dado existe un {\displaystyle N} tal que {\displaystyle f(n)<cn} para {\displaystyle n\geq N.}
Es decir, {\displaystyle f} crece más lentamente que cualquier función lineal.
Los dos significados no deben confundirse: mientras que un funcional de Banach es convexo, ocurre casi lo contrario con las funciones de crecimiento sublineal: cada función {\displaystyle f(n)\in o(n)} puede estar acotada superiormente por una función cóncava de crecimiento sublineal.

## Demostraciones
1. ↑  Sea {\displaystyle x\in X.} La desigualdad triangular y la simetría implican que {\displaystyle p(0)=p(x+(-x))\leq p(x)+p(-x)=p(x)+p(x)=2p(x)}. Sustituir {\displaystyle 0} por {\displaystyle x} y luego restar {\displaystyle p(0)} de ambos lados demuestra que {\displaystyle 0\leq p(0)}. Por lo tanto, {\displaystyle 0\leq p(0)\leq 2p(x)}, lo que implica que {\displaystyle 0\leq p(x)}. {\displaystyle \blacksquare }
2. ↑  Si {\displaystyle x\in X} y {\displaystyle r:=0}, entonces la homogeneidad no negativa implica que {\displaystyle p(0)=p(rx)=rp(x)=0p(x)=0}. En consecuencia, {\displaystyle 0=p(0)=p(x+(-x))\leq p(x)+p(-x),} lo que solo es posible si {\displaystyle 0\leq \max\{p(x),p(-x)\}.} {\displaystyle \blacksquare }
3. ↑  {\displaystyle p(x)=p(y+(x-y))\leq p(y)+p(x-y),} lo que sucede si y solo si {\displaystyle p(x)-p(y)\leq p(x-y).} {\displaystyle \blacksquare } Sustituyendo {\displaystyle y:=-x} se obtiene {\displaystyle p(x)-p(-x)\leq p(x-(-x))=p(x+x)\leq p(x)+p(x),} lo que implica que {\displaystyle -p(-x)\leq p(x)} (no se necesita homogeneidad positiva; la desigualdad triangular es suficiente). {\displaystyle \blacksquare }
4. ↑  Sea {\displaystyle x\in X} y {\displaystyle k\in p^{-1}(0)\cap (-p^{-1}(0)).} Queda por demostrar que {\displaystyle p(x+k)=p(x).} La desigualdad triangular implica que {\displaystyle p(x+k)\leq p(x)+p(k)=p(x)+0=p(x).} Dado que {\displaystyle p(-k)=0,} entonces {\displaystyle p(x)=p(x)-p(-k)\leq p(x-(-k))=p(x+k),} como se buscaba. {\displaystyle \blacksquare }